# Ilja Akimow
Ilja Nikołajewicz Akimow (ros. Илья́ Никола́евич Аки́мов, ur. 19 września?/1 października 1898 we wsi Nikolskoje k. Moskwy, zm. 1 maja 1962 w Moskwie) – radziecki polityk, ludowy komisarz przemysłu tekstylnego ZSRR (1940–1945).

## Życiorys
Od sierpnia 1917 pomocnik mechanika w fabryce tkanin w guberni moskiewskiej, w latach 1918–1920 szofer w Armii Czerwonej na Froncie Zachodnim i Południowym wojny domowej. 1920–1923 pomocnik kierownika zakładu torfowego, później pomocnik technologa fabryki, 1927 przyjęty do WKP(b). W latach 1927–1932 technolog fabryki tkacko-przędzalniczej „Proletarij” w Sierpuchowie, 1932–1933 zastępca dyrektora fabryki „Krasnyj tkacz” w Leningradzie ds. technicznych, 1933–1934 szef działu techniczno-produkcyjnego, a 1934–1936 zastępca zarządy trustu „Mossukno”. W latach 1936–1938 główny inżynier Ludowego Komisariatu Przemysłu Lekkiego Rosyjskiej FSRR, w listopadzie-grudniu 1938 zastępca ludowego komisarza przemysłu lekkiego Rosyjskiej FSRR, a 1938–1939 zastępca ludowego komisarza przemysłu lekkiego ZSRR. 1939–1940 zastępca ludowego komisarza przemysłu tekstylnego ZSRR, a od 17 kwietnia 1940 do 23 maja 1945 ludowy komisarz przemysłu tekstylnego ZSRR. W latach 1945–1948 zastępca ludowego komisarza/ministra przemysłu tekstylnego ZSRR, 1948–1953 zastępca ministra przemysłu lekkiego ZSRR, 1953–1955 zastępca ministra przemysłu towarów szerokiego zapotrzebowania ZSRR, 1955–1956 ponownie zastępca ministra przemysłu tekstylnego ZSRR, 1956–1957 ponownie zastępca ministra przemysłu lekkiego ZSRR, od maja 1958 na emeryturze. Odznaczony dwoma Orderami Lenina. Pochowany na Cmentarzu Nowodziewiczym.